# David Leestma
David Cornell Leestma  (* 6. května 1949 v Muskegonu, Michigan, USA), americký vojenský letec a kosmonaut. Ve vesmíru byl třikrát.

## Život

### Mládí a výcvik
V letectva absolvoval námořní akademii a později i postgraduální studium.
Do NASA vstoupil 7. července 1980.

### Lety do vesmíru
Na oběžnou dráhu se v raketoplánech dostal třikrát a strávil ve vesmíru 532,5 hodin. Absolvoval i jeden tříhodinový výstup do volného vesmíru.
- STS-41-G Challenger (5. října 1984 – 13. října 1984)
- STS-28 Columbia (8. srpna 1989 – 13. srpna 1989)
- STS-45 Atlantis (24. března 1992 – 2. dubna 1992)

### Po letu
V roce 1992 získal hodnost kapitána.
V letech 1992 až 1996 byl zaměstnán u NASA ve výcvikovém středisku JSC v Houstonu.